# هما (فارسش)
هما (بالفارسية: هما) هي قرية تقع في إيران في البلدة المركزية. يقدر عدد سكانها بـ 334 نسمة بحسب إحصاء 2016.